# Embassy Row
A Embassy Row é um bairro de Washington, D.C., capital dos Estados Unidos. Localiza-se ao longo da Avenida Massachusetts, NW, e cruza as ruas entre a Thomas Circle e a Ward Circle, ainda que uma grande maioria das embaixadas situam-se entre a Scott Circle e a Avenida Wisconsin.